# Матінка (фільм)
Матінка (англ. Mom) — американський фільм жахів 1991 року.

## Сюжет
Клей, репортер-початківець, робить репортаж про серію вбивств: поліція Лос-Анджелеса постійно знаходить на вулицях міста спотворені трупи. Випадково журналіст виявляє вбивцю в будинку власної матері. Квартирант виявляється прибульцем з фантастичного світу середньовічних забобонів, світу перевертнів, упирів, вовкулаків. Клею вдається здолати перевертня, але найжахливіше попереду — посланець Сатани встиг перетворити і його мати в чудовисько, що пожирає людську плоть.

## У ролях
| Актор                | Роль               |
| -------------------- | ------------------ |
| Марк Томас Міллер    | Клей Двайер        |
| Джинн Бейтс          | Емілі Двайер       |
| Брайон Джеймс        | Нестор Дювальє     |
| Мері Бет Макдонаф    | Аліса              |
| Арт Еванс            | лейтенант Гендрікс |
| Стелла Стівенс       | Беверлі Гіллз      |
| Клаудія Крістіан     | Вірджинія Монро    |
| Мерей Айрес          | Карла              |
| Крістофер Дойл       | Бакстер            |
| Тім Трелла           | Деніелс            |
| Ед Джонсон           | батько Вірджинії   |
| Венді Гордон         | ведуча             |
| Чарльз Мартіні       | містер Ернандес    |
| Гері Маркс           | Метерман           |
| Гаррі Лендерс        | бармен             |
| Дж. Патрік МакНамара | Джон               |